# Серые лесные почвы

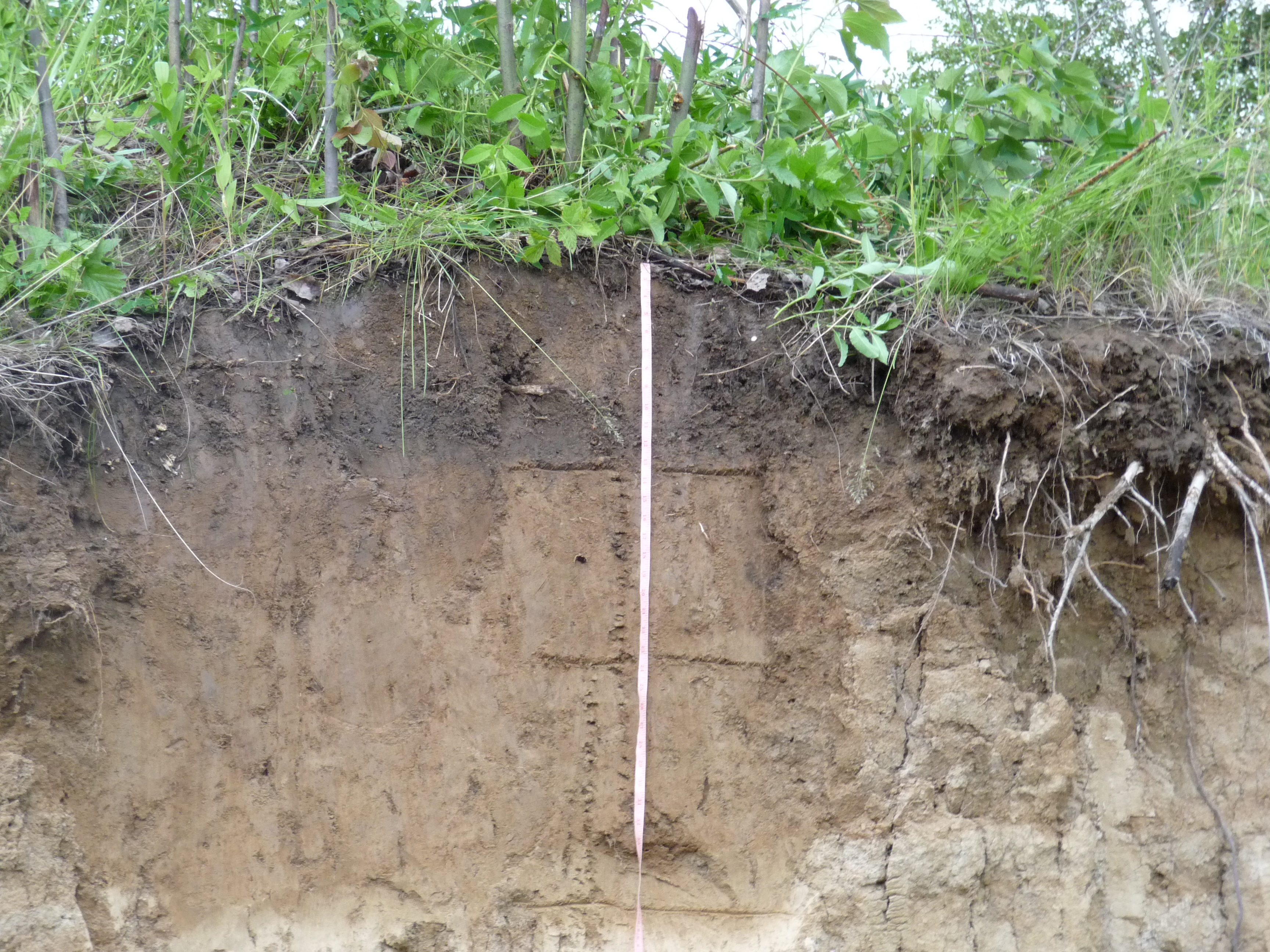
Верхняя часть профиля светло-серой лесной почвы

Се́рые лесны́е по́чвы формируются в лесостепной зоне в условиях периодически-промывного водного режима под пологом широколиственных (дубовые с примесью липы, клёна, ясеня), смешанных (берёзовые с примесью пихты и сосны или сосново-берёзовые с примесью лиственницы) или мелколиственных (берёзовые с примесью осины) лесов с разнообразной и обильной травяной растительностью.
Серые лесные почвы широко распространены в умеренном поясе Северного полушария. Материнские породы представлены: в европейской части России — лёссами, лёссовидными и покровными суглинками, иногда — моренными отложениями; в Западной и Восточной Сибири — преимущественно лёссовидными суглинками и глинами. Рельеф — волнистый, сильно и глубоко расчленённый водной эрозией в европейской части; равнинный — в Западной Сибири; полого-увалистый, либо бугристый микро- и мезорельеф — в Восточной Сибири.

## Происхождение
Изучение происхождения серых лесных почв связано в России с именами В. В. Докучаева, С. И. Коржинского, В. И. Талиева, В. Р. Вильямса, И. В. Тюрина и других учёных. В. В. Докучаев (1883) считал, что серые лесные почвы сформировались как самостоятельный зональный тип под травянистыми широколиственными лесами (дубравами) лесостепной зоны. С. И Коржинский (1887) развил гипотезу об образовании серых лесных почв в результате деградации (ухудшения свойств) чернозёмов при воздействии на них леса.
В противоположность гипотезе С. И. Коржинского В. И. Талиев и П. Н. Крылов разработали теорию образования серых лесных почв в результате проградации (улучшения свойств) почв, ранее развивавшихся по подзолистому типу при смене биоклиматических условий. Близкое суждение об образовании серых лесных почв высказывал В. Р. Вильямс. Исследования И. В. Тюрина (1935) показали, что серые лесные почвы восточных районов европейской территории зоны образовались вследствие эволюции почв типа дерново-глеевых при изменении их водного режима в результате развития дренированности территории овражно-балочной сетью и речными долинами.
Все рассмотренные теории отражают возможные пути образования серых лесных почв в разных физико-географических условиях, обеспечивающих формирование довольно хорошо гумисированного профиля с признаками оподзоленности. Современное понимание генезиса серых лесных почв заключается в том, что этот тип почв сформировался под преобладающим влиянием дернового процесса в сочетании со слабым развитием подзолистого процесса при участии лессиважа.

## Морфология

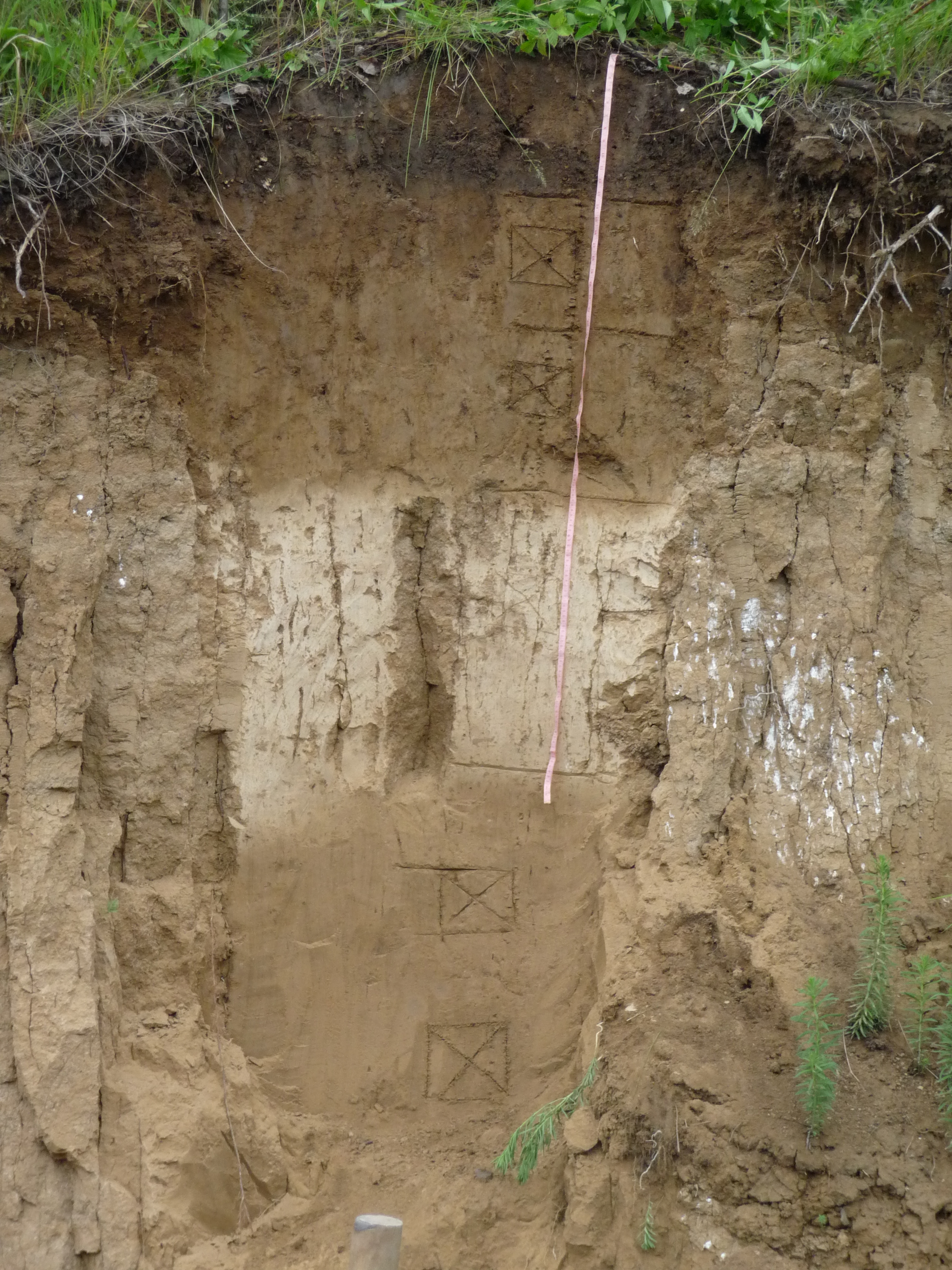
Профиль светло-серой лесной почвы

- A0 — лесная подстилка, маломощная (до 3—5 см).
- A1 — гумусовый горизонт серого цвета, комковато-мелкозернистой или комковато-зернисто-пылеватой структуры, маломощный (15—30 см), густо пронизан корнями растений, образующими в верхней части дернину.
- A1A2 — гумусово-элювиальный горизонт, светло-серого цвета, комковатой или комковато-плитчатой структуры, с обильной белёсой кремнезёмистой присыпкой; в тёмно-серых лесных почвах может отсутствовать.
- BA2[2] — элювиально-иллювиальный горизонт серовато-бурого или серовато-коричневого цвета, мелкоореховатой структуры, поверхность отдельностей покрыта слоем кремнезёмистой присыпки.
- B — иллювиальный горизонт, буровато-коричневого цвета, хорошо выраженной ореховатой или призмовидно-ореховатой структуры. Поверхность отдельностей покрыта тёмно-бурыми или тёмно-коричневыми глянцевидными плёнками органического или органоминерального состава. По степени выраженности названных признаков может подразделяться на горизонты B1 и B2.
- BС(к) — переходный горизонт от иллювиального к материнской породе. Характеризуется меньшим количеством иллювиальных плёнок, менее чёткой структурой и меньшей плотностью, чем горизонт B. Часто присутствуют новообразования карбонатов в виде псевдомицелия, журавчиков, белоглазки и нечётких пятен.
- Ск — материнская порода.

## Свойства
| Физико-химические свойства серых лесных почв                   | Физико-химические свойства серых лесных почв | Физико-химические свойства серых лесных почв | Физико-химические свойства серых лесных почв | Физико-химические свойства серых лесных почв | Физико-химические свойства серых лесных почв | Физико-химические свойства серых лесных почв | Физико-химические свойства серых лесных почв | Физико-химические свойства серых лесных почв | Физико-химические свойства серых лесных почв |
| Горизонт (глубина, см)                                         | Гумус, %                                     | Потеря массы при прокаливании, %             | Обменные основания                           | Обменные основания                           | Обменные основания                           | Гидролитическая кислотность                  | Степень насыщенности основаниями, %          | pH                                           | pH                                           |
| Горизонт (глубина, см)                                         | Гумус, %                                     | Потеря массы при прокаливании, %             | Ca2+                                         | Mg2+                                         | Σ(Ca2++Mg2+)                                 | Гидролитическая кислотность                  | Степень насыщенности основаниями, %          | pH                                           | pH                                           |
| Горизонт (глубина, см)                                         | Гумус, %                                     | Потеря массы при прокаливании, %             | мг-экв/100 г почвы                           | мг-экв/100 г почвы                           | мг-экв/100 г почвы                           | мг-экв/100 г почвы                           | Степень насыщенности основаниями, %          | H2O                                          | KCl                                          |
| -------------------------------------------------------------- | -------------------------------------------- | -------------------------------------------- | -------------------------------------------- | -------------------------------------------- | -------------------------------------------- | -------------------------------------------- | -------------------------------------------- | -------------------------------------------- | -------------------------------------------- |
| Светло-серая лесная сильнооподзоленная на лёссовидном суглинке |                                              |                                              |                                              |                                              |                                              |                                              |                                              |                                              |                                              |
| A0 (0—3)                                                       | —                                            | 69,67                                        | —                                            | —                                            | —                                            | —                                            | —                                            | 6,3                                          | 5,9                                          |
| A1 (3—9)                                                       | 4,45                                         | 7,14                                         | 11,1                                         | 3,1                                          | 14,2                                         | 5,4                                          | 72,4                                         | 6,8                                          | 5,6                                          |
| A1A2 (9—17)                                                    | 1,79                                         | 3,06                                         | 6,4                                          | 3,2                                          | 9,6                                          | 3,9                                          | 70,9                                         | 6,9                                          | 5,5                                          |
| BA2 (26—36)                                                    | 0,41                                         | 1,97                                         | 8,0                                          | 2,9                                          | 10,9                                         | 2,3                                          | 82,8                                         | 6,8                                          | 5,3                                          |
| B1 (45—65)                                                     | 0,28                                         | 3,01                                         | 12,9                                         | 7,0                                          | 19,9                                         | 3,8                                          | 83,9                                         | 5,8                                          | 4,5                                          |
| B2 (75—90)                                                     | 0,21                                         | 2,71                                         | 13,0                                         | 6,1                                          | 19,1                                         | 4,3                                          | 81,7                                         | 5,8                                          | 4,3                                          |
| B3 (105—120)                                                   | —                                            | 2,33                                         | 11,2                                         | 5,0                                          | 16,2                                         | 3,3                                          | 83,0                                         | 5,7                                          | 4,2                                          |
| BCк (130—145)                                                  | —                                            | 9,11                                         | —                                            | —                                            | —                                            | —                                            | —                                            | 7,6                                          | 6,6                                          |
| Тёмно-серая слабооподзоленная на лёссовидном суглинке          |                                              |                                              |                                              |                                              |                                              |                                              |                                              |                                              |                                              |
| A0 (0—2)                                                       | —                                            | 73,09                                        | —                                            | —                                            | —                                            | —                                            | —                                            | 6,4                                          | 6,1                                          |
| A1 (2—13)                                                      | 6,34                                         | 8,20                                         | 19,4                                         | 6,2                                          | 25,6                                         | 3,0                                          | 89,4                                         | 6,4                                          | 5,5                                          |
| A1A2 (15—25)                                                   | 2,56                                         | 3,90                                         | 16,0                                         | 6,4                                          | 22,4                                         | 2,8                                          | 89,0                                         | 6,9                                          | 5,7                                          |
| B1 (30—45)                                                     | 1,5                                          | 4,11                                         | 19,2                                         | 4,8                                          | 24,0                                         | 2,3                                          | 91,2                                         | 6,8                                          | 5,5                                          |
| B2 (60—75)                                                     | 0,96                                         | 3,44                                         | 17,6                                         | 7,4                                          | 25,0                                         | 2,4                                          | 91,1                                         | 6,5                                          | 5,5                                          |
| B3 (95—115)                                                    | 0,58                                         | 2,62                                         | 16,0                                         | 8,0                                          | 24,0                                         | 2,0                                          | 92,2                                         | 6,6                                          | 5,3                                          |
| BCк (135—145)                                                  | —                                            | 5,39                                         | —                                            | —                                            | —                                            | —                                            | —                                            | 8,1                                          | 7,3                                          |

## Классификация
Согласно Классификации почв СССР 1977 года, тип серых лесных почв подразделяется на три подтипа:
- Светло-серые лесные: гумусовый горизонт маломощный — 15—20 см, светло-серого цвета, как и гумусово-элювиальный, отличающийся сланцеватой или плитчатой структурой; иллювиальный горизонт хорошо выражен, очень плотного сложения, ореховатой структуры. Содержание гумуса от 1,5—3 % до 5 %, в его составе преобладают фульвокислоты, что обусловливает кислую реакцию почв данного подтипа. В целом, по морфологическим признакам и свойствам близки к дерново-подзолистым почвам.
- Серые лесные: дерновый процесс выражен сильнее, а подзолистый — слабее, нежели в светло-серых. Гумусовый горизонт серого цвета, мощностью 25—30 см, содержание гумуса — от 3—4 % до 6—8 %, в его составе незначительно преобладают гуминовые кислоты. Почвенный раствор имеет кислую реакцию среды. Элювиально-иллювиальный горизонт может быть не выражен.
- Тёмно-серые лесные: среди серых лесных почв выделяется наиболее интенсивным дерновым процессом и наименее — подзолистым (кремнезёмистая присыпка необильная, иногда может вообще отсутствовать). Мощность гумусового горизонта — до 40 см, содержание гумуса — от 3,5—4 % до 8—9 %, гуминовые кислоты преобладают над фульвокислотами. Реакция среды — слабокислая. Характерно наличие новообразований кальция на глубине 120—150 см.

| Фациальные подтипы серых лесных почв                  | Фациальные подтипы серых лесных почв                           | Фациальные подтипы серых лесных почв                               | Фациальные подтипы серых лесных почв                                       | Фациальные подтипы серых лесных почв                   |
| ----------------------------------------------------- | -------------------------------------------------------------- | ------------------------------------------------------------------ | -------------------------------------------------------------------------- | ------------------------------------------------------ |
| Светло-серые лесные тёплые промерзающие               | Светло-серые лесные умеренно тёплые промерзающие               | Светло-серые лесные умеренные длительно промерзающие               | Светло-серые лесные умеренно холодные длительно промерзающие               | —                                                      |
| Светло-серые лесные тёплые промерзающие освоенные     | Светло-серые лесные умеренно тёплые промерзающие освоенные     | Светло-серые лесные умеренные длительно промерзающие освоенные     | Светло-серые лесные умеренно холодные длительно промерзающие освоенные     | —                                                      |
| Светло-серые лесные тёплые промерзающие окультуренные | Светло-серые лесные умеренно тёплые промерзающие окультуренные | Светло-серые лесные умеренные длительно промерзающие окультуренные | Светло-серые лесные умеренно холодные длительно промерзающие окультуренные | —                                                      |
| Серые лесные тёплые промерзающие                      | Серые лесные умеренно тёплые промерзающие                      | Серые лесные умеренные длительно промерзающие                      | Серые лесные умеренно холодные длительно промерзающие                      | Серые лесные холодные длительно промерзающие           |
| Серые лесные тёплые промерзающие освоенные            | Серые лесные умеренно тёплые промерзающие освоенные            | Серые лесные умеренные длительно промерзающие освоенные            | Серые лесные умеренно холодные длительно промерзающие освоенные            | Серые лесные холодные длительно промерзающие освоенные |
| Тёмно-серые лесные тёплые промерзающие                | Тёмно-серые лесные умеренно тёплые промерзающие                | Тёмно-серые лесные умеренные длительно промерзающие                | Тёмно-серые лесные умеренно холодные длительно промерзающие                | Тёмно-серые лесные холодные длительно промерзающие     |

Выделяются рода:
- Обычные
- Остаточно-карбонатные
- Контактно-луговатые
- Пестроцветные
- Со вторым гумусовым горизонтом

Разделение на виды производится по:
- глубине вскипания
  - высоковскипающие (выше 100 см)
  - глубоковскипающие (глубже 100 см)
- мощности гумусового горизонта (A1+A1A2)
  - мощные (>40 см)
  - среднемощные (40—20 см)
  - маломощные (<20 см)

## Сельскохозяйственное использование
Серые лесные почвы активно используются в сельском хозяйстве для выращивания кормовых, зерновых и плодоовощных культур. Для повышения плодородия применяют систематическое внесение органических и минеральных удобрений, травосеяние и постепенное углубление пахотного слоя. В связи со слабовыраженной способностью серых лесных почв к накоплению нитратов, азотные удобрения рекомендуется вносить в ранневесенний период.
Отличаются довольно высоким плодородием и при правильном использовании дают хорошие урожаи сельскохозяйственных культур.
Особое внимание в зоне серых лесных почв необходимо обратить на мероприятия по борьбе с водной эрозией, так как она охватила большие площади пахотных земель. В некоторых провинциях эродированные в разной степени почвы составляют 70-80 % площади пашни.
В результате недостаточного внесения органических удобрений содержание гумуса в пахотном слое серых лесных почв уменьшается. Для оптимального содержания гумуса должны вноситься органические удобрения. Среднеежегодная доза — 10 т на 1 га пашни, что достигают использованием навоза, торфа, различных органических компостов, сидератов, соломы и других органических материалов.
Важным мероприятием при земледельческом использовании серых почв является известкование. При известковании нейтрализуется избыточная кислотность серых лесных почв и улучшается поступление питательных веществ в корни растений. Известь мобилизует фосфаты почвы, что приводит к увлечению доступного для растений фосфора; при внесении извести возрастает подвижность молибдена, усиливается микробиологическая деятельность, увеличивается уровень развития окислительных процессов, больше образуется гуматов кальция, улучшаются структура почв, качество растениеводческой продукции Большинство серых лесных почв содержит недостаточное количество усвояемых форм азота, фосфора и калия, поэтому применение минеральных удобрений является мощным фактором повышения урожайности сельскохозяйственных культур.
Существенное значение для повышения плодородия серых лесных почв имеет регулирование их водного режима.